# Viburnum kerrii
Viburnum kerrii är en desmeknoppsväxtart som beskrevs av Geddes. Viburnum kerrii ingår i släktet olvonsläktet, och familjen desmeknoppsväxter. Inga underarter finns listade i Catalogue of Life.